# Свобода на пресата
Свобода на пресата е принцип, според който комуникацията и изразяването чрез различни медии (печатни и електронни) се считат за право, което може да се упражнява свободно. Такава свобода предполага липса на намеса от страна на държавата, а опазването ѝ да може да се търси чрез конституционна или друга правна защита.
Свободата на пресата се счита от мнозина за една от основните ценности на демократичната държава. За да се гарантира работата на правителството трябва да се осигури независимостта на управлението на пресата, както и да бъдат гарантирани механизми за предпазване от заплахи от властта. Независимостта на информационните организации се възприема за същността на свободата на печата, фактор от най-голямо значение за тяхното правилно функциониране.
По отношение на правителствената информация, всяко правителство може да разграничи кои материали са публични или защитени от разкриване пред обществеността. Държавните материали са защитени, поради две причини: могат да съдържат държавни тайни или да са свързани с информация относно защитаването на националния интерес на страната.
Всеобщата декларация за правата на човека на ООН от 1948 г. постановява, че „всеки има право на мнение и изразяването му“. През 1993 г. ООН определя 3 май да бъде световен ден на свободата на печата, за да се подчертае необходимостта от важността на темата.
Свободата на пресата е фундаментално право на всички страни членки на Европейския съюз, както е заложено в Хартата на основните права на Европейския съюз и Европейската конвенция за защита правата на човека и основните свободи.:с. 1 В процеса по разширяване на Европейския съюз, осигуряването на свобода на пресата е „ключов индикатор за готовността на страната да стане част от ЕС“.

## Статут на свободата на пресата по света
Освен правните дефиниции, няколко неправителствени организации използват други критерии, по които да съдят за нивото на свобода на пресата по света. Някои съставят субективни списъци, докато други се основават на количествени данни. Репортери без граници вземат предвид броя журналисти, които са убити, изгонени или тормозени, наличието на държавен монопол върху телевизията и радиото, както и наличието на цензура и автоцензура в медиите и цялостната независимост на медиите. Фрийдъм Хаус изучава по-общите политически и икономически среди на всяка страна, за да определи дали съществуват връзки на зависимост, които на практика да ограничават нивото на свобода на пресата. Експертни групи оценяват свободата на пресата и изготвят обобщение на всяка държава съгласно претеглена система за оценка, която анализира политическата, икономическата и правната ситуация за журналистите въз основа на 100-точкова скàла (пълната свобода на пресата се оценява със 100 точки). След това категоризира страните като имащи „свободна“, „безпартийна“ или „несвободна“ преса.

### Световен индекс за свобода на пресата
| Много сериозна ситуация Трудна ситуация Видими проблеми | Задоволителна ситуация Добра ситуация Липсват данни |

Всяка година Репортери без граници установяват субективно класиране на страните по отношение на тяхната свобода на печата. Индексът за свобода на пресата се основава на отговори в анкети, разпращани до журналисти, които са членове на партньорски организации, както и свързаните с тях изследователи, юристи и правозащитници. Проучването задава въпроси относно преките нападения срещу журналисти и медии, както и други косвени източници на натиск срещу свободната преса, като например неправителствени групи.
Към 2023 г. страните с най-свободна преса са: Норвегия, Ирландия, Дания, Швеция, Естония, Финландия, Нидерландия, Литва и Естония (в низходящ ред на индекса над 85). Страните с най-несвободна преса са: Северна Корея, Китай, Виетнам, Иран, Туркменистан, Сирия, Еритрея, Мианмар и Куба (в низходящ ред на цензурата и нарастващ индекс до 30).

### Свобода на пресата
Ежегодният доклад Свобода на пресата на американската организация Фрийдъм Хаус субективно оценява нивото на свобода и редакционна независимост, с които се ползва пресата във всяка страна по света. Нивата на свобода се обозначават по скàла от 0 (най-свободна) до 100 точки (най-несвободна). Според тях, страните се класифицират като „свободни“ (0÷30), „частично свободни“ (31÷60) или „несвободни“ (61÷100).
Докладът за свободата на печата за 2017 г. обхваща събития, случили се между 1 януари 2016 г. и 31 декември 2016 г. През 2017 г. на върха на класацията от 199 държави са Норвегия, Нидерландия, Швеция, Белгия, Дания, Финландия, Швейцария и Люксембург, а на дъното във възходящ ред са Туркменистан, Северна Корея, Узбекистан, Еритрея, Крим, Екваториална Гвинея, Куба, Сирия, Иран и Азербайджан. България е определена като „частично свободна“ на 80-то място с 42 точки. 

### Демократични държави
Свободната и независима преса е теоретизирана като ключов механизъм на функционираща, здрава демокрация. При отсъствието на цензура журналистиката съществува като куче-пазач на частни и правителствени действия, като предоставя информация за поддържане на информирано гражданство на избирателите. От тази гледна точка „усилията на правителството да повлияе върху публикуваното или излъченото новинарско съдържание, било чрез медиен контрол, било чрез предизвикване на автоцензура, представляват заплаха за достъпа на важна и необходима информация за обществеността и засягат качеството на демокрацията“. Независимата преса „служи за повишаване на политическото знание, участие и избирателна активност“, действайки като основен двигател на гражданското участие.

### Недемократични държави
Според Репортери без граници, над една трета от хората по света живеят в страни без свобода на пресата. Тези хора живеят в страни, където или не е установена система на демокрация, или има сериозни недостатъци в демократичния процес. Свободата на пресата е изключително сериозен проблем за повечето недемократични системи на управление, тъй като в днешно време строгият контрол на достъпа до информация е от решаващо значение за съществуването на повечето недемократични правителства и свързаните с тях системи за контрол. За тази цел повечето недемократични общества наемат държавни новинарски организации, за да популяризират пропагандата, която е особено важна за поддържането на съществуващата политическа власт, и да потискат (често много брутално, чрез използване на полицейски, военни или разузнавателни служби) всякакви опити от страна на медиите или отделните журналисти да оспорват одобрената „правителствена линия“ по спорни въпроси. В такива страни журналистите, работещи на границата на приемливото, много често се оказват обект на сплашвания от страна на държавните служители. Това може да варира от прости заплахи за професионалната им кариера до смъртни заплахи, отвличане, изтезание и убийство.
Турция, Китай, Египет, Еритрея и Саудитска Арабия представляват 70 % от всички журналисти, които са били затворени през 2018 г. Комитетът за защита на журналистите (CPJ) съобщава, че „След Китай, Турция, Саудитска Арабия и Египет, най-лошите държави-затворници са Еритрея, Виетнам и Иран.“ 

## Свобода на пресата в България
Свободата на словото в България е гарантирана със Конституцията на страната, приета през 1991 г. В чл. 39 на основния закон е записано, че „Всеки има право да изразява мнение и да го разпространява чрез слово – писмено или устно, чрез звук, изображение или по друг начин“.
В сега действащата Конституция обаче няма ясно разписан текст, гарантиращ свободата на пресата. Такъв е имало обаче в Търновската конституция. Там, в глава 12, дял 8 е записано, че: „Печатътъ е свободенъ. Никаква цензура не се допуща, също и никакъвъ залог не се иска отъ писателите, издателите и печатарите“.
След приемането на нова Конституция през 1947 г. обаче този текст е отпаднал и той повече не се появява в основния закон на страната.
Според годишната класация на „Репортери без граници“ през 2023 г. по свобода на медиите България е на 71-во място в света с 63,98 точки от 180 страни. Тя е след държави като Самоа, Намибия, Кабо Верде, Тонга, Буркина Фасо, Папуа Нова Гвинея, Ботсвана, Лесото и Того, но преди Украйна, Чили, Сърбия, Бразилия, Израел, Гърция, Мексико, Сингапур, Индия, Русия и Турция. Изкачила се е с 20 места, но продължава да бъде на последните места по медийна свобода в ЕС.